# Meißner SV 08
Meißner SV 08 is een Duitse voetbalclub uit Meißen, Saksen.

## Geschiedenis
De club werd op 8 oktober 1908 opgericht als FC Meißen 08. In 1909 fuseerde de club met Athletenklub Germania Meißen en nam zo de naam Meißner SV 08 aan. De club promoveerde in 1927 naar de hoogste klasse van Oost-Saksen, de hoogste klasse. MSV 08 was hierin de enige club van buiten Dresden. De club werd al snel een vaste waarde en eindigde in 1930/31 op de vierde plaats. Dit werd echter gevolgd door een degradatie.
Door de invoering van de Gauliga Sachsen in 1933 en het feit dat de concurrentie nu veel groter was, slaagde de club er niet meer in te promoveren naar de hoogste divisie. De club moest gedwongen fuseren met Guts Muts Meißen tot Meißner BV.
Na de Tweede Wereldoorlog werden alle Duitse voetbalclubs ontbonden. De club werd heropgericht als ATSG Meißen. De club onderging nog enkele naamswijzigingen; ZSG der VEB Meißen (1946), BSG Keramik Meißen (1949), BSG Chemie Meißen (1950), BSG Aufbau Meißen (1955), TSG Meißen (1964). In 1957 promoveerde de club naar de II. DDR-Liga, de derde klasse, waar de club drie jaar speelde.
Tot het einde van de jaren tachtig speelde de club op regionaal niveau in het district Dresden. In 1989 promoveerde de club naar de tweede klasse en na de Duitse hereniging werd de naam weer gewijzigd in FC Meißen. Vanaf 1991 werden de Oost-Duitse clubs samengevoegd met de West-Duitse en de club ging verder in de Oberliga Nordost (derde klasse). In 1995 fuseerde de club met SV Blau-Weiß Meißen en nam opnieuw de historische naam Meißner SV 08 aan. Sinds 1994 was de Oberliga de vierde klasse en in 1997 degradeerde de club uit de Oberliga.
Na twee seizoenen Landesliga Sachsen degradeerde de club verder naar de Bezirksliga Dresden. In 2010 degradeerde MSV zelfs verder naar de Bezirksklasse.